# Erdélyi fejedelmi tanács
Az erdélyi fejedelmi tanács (status consilium) az erdélyi fejedelmek tanácsadó testülete volt. Hasonlóan számos korabeli európai ország királyi vagy államtanácsához, nem igazgatási, végrehajtó szervként működött, hanem csak véleményezte az elébe hozott ügyeket, feladata a politikai döntések meghozatala volt. A tanács üléseit a fejedelem hívta össze vagy pedig írásban kérte be véleményét. A tanács szóbeli vagy írásbeli döntése nem volt kötelező a fejedelemre nézve.

## Története és hatásköre
Első törvényi említése 1543-ból való: a februári országgyűlés döntése szerint Izabella királyné és János Zsigmond a királyi tanács útján gyakorolhatta a hatalmat. 1576-ban Báthory Kristóf betegségére hivatkozva fejedelmi tanácsot rendeltek mellé. A mindenkori fejedelem megválasztásakor a rendek feltételeket szabtak neki, amelyekre megválasztása után fel kellett esküdnie; az egyik fontos feltétel jellemzően a tanács összetételére és hatáskörére vonatkozott. 1591 novemberében a rendek a XXXII. törvénycikkben rögzítették, hogy az uralkodó országos ügyekben csak a fejedelmi tanács határozata alapján dönthet. A Báthory Gábornak szabott feltételek között azonban a fejedelmi tanács egyáltalán nem kapott szerepet, ennek ellenére 1608 májusában a tanács nyíltan leszavazta a fejedelemnek azt a tervét, hogy elűzze Radu Şerban havasalföldi fejedelmet. Brandenburgi Katalin esetében viszont a hatalom gyakorlását teljesen a gubernator Bethlen István és a fejedelmi tanács kezébe adták.
Brandenburgi Katalin uralkodása után visszaállt a korábbi állapot, azaz hogy a fejedelemnek a tanáccsal kormányoz. 1631-ben I. Rákóczi György eltörölte a fejedelmi tanács beleszólási jogát az államügyek intézésébe. Rhédey Ferenctől kezdve a feltételek szigorúbbá váltak: a fejedelem nem fogadhatott országos ügyben érkezett külföldi követeket a tanács nélkül, és a fejedelmi jövedelmek kiadásának módját is a tanács tetszéséhez kötötték. Miután Kemény János a rendektől kapott felhatalmazás alapján leölette elődjét, Barcsay Ákost, a következő fejedelemnek, I. Apafi Mihálynak szabott feltételek között az is szerepelt, hogy a fejedelem nem kérhet sem magának, sem a tanácsnak felhatalmazást.
A tanács elsősorban külpolitikai ügyekkel foglalkozott, de tárgyalt az ország szempontjából hasonlóan nagy súlyú ügyeket is: trónkövetelők elleni harc, hadügyek. Jogrenddel, vallással és adóval kapcsolatos ügyek csak ritkán és főleg kisebb jelentőségű esetekben kerültek a tanács elé.
A fejedelem a döntés meghozatalakor saját tetszése szerint fogadta vagy utasította el a tanács véleményét, bármit is írtak elő választási feltételei. Arra is volt példa, hogy a fejedelem kikérte ugyan a tanács véleményét, de még annak megérkezése előtt meghozta a döntést: így tett például II. Rákóczi György 1656. szeptemberben a lengyelországi hadjárat elindításakor.

## Összetétele
Kezdetben a fejedelem joga volt kijelölni a fejedelmi tanács tagjait. Az 1542. márciusi törvény, amely még Fráter György helytartó tanácsára vonatkozott, megszabta a tanács összetételét: egy-egy fő minden erdélyi megyéből, hét fő a szász székekből (a nagyszebeni, brassói, segesvári és Besztercei királybírót, illetve a szászok által választott további három személyt), hét főt a székelyek állíthattak, egy fő pedig a gyulafehérvári káptalant képviselte. Brandenburgi Katalin esetében külön feltétel volt, hogy a tanácsba nem nevezhet ki külföldieket, csak a gubernator és a tanács beleegyezésével. Rhédey Ferenc uralkodásától kezdve a fejedelmi tanács tagjait nem a fejedelem nevezte ki, hanem az országgyűlés választotta őket.
A tanácsban egyaránt helyet kaptak a régi arisztokrácia tagjai, a hivatali vagy katonai vagy egyházi pályán újonnan felemelkedettek, illetve kisebb mértékben ezek leszármazottai.  A szász univerzitást képviselői a kezdeti időszakot követően ritkán kerültek be a tanácsba, az egyházak képviselői pedig – leszámítva az 1542-es helytartói tanácsot, egyetlen esetben sem.  Az országos tisztségviselők (kancellár, főgenerális, kincstartó, az országgyűlés elnöke, a fejedelmi tábla elnöke) számos esetben bekerültek a fejedelmi tanácsba, de erre nézve nem volt semmiféle szabály.
| A fejedelmi tanács tagjai 1540–1690 között a következők voltak (zárójelben a hivatalban töltött idő): |
| --- |
| Alárd Ferenc (1599–1601), Alia Farkas (1612–1621?), Andrási Márton (1558–1551?), Apafi Gergely (1564–1584), Apafi György (1630–1635), Apafi István (1581–1582?), Apafi István (1668–1669), Apafi Miklós (1584?–1597), Georg Armbruster (1680–1685), Bagdy György (1542), Balassa Menyhért (1551, 1556–1561), Balassi Ferenc (1613–1622), Bálint segesvári bíró (1542), Bánffy Dénes (1664–1674), Bánffy Farkas (1566–1589), Bánffy Gábor (1597–1600), Bánffy György, (1575) Bánffy György (1658–1659), Bánffy György (1687–1690), Bánffy Pál (1575), Bánffy Zsigmond (1658–1682), Barcsai András (1602), Barcsay Ákos (?–1658), Barcsai Mihály (1681–1683), Basa Tamás (1653?–1669?), Báthori András (1556–1563), Báthori György (1556–1558), Báthori István (1563–1571), Báthori István (1581–1594), Batthyány Orbán (1546), Bebek Ferenc (1556–1558), Bedő István (1606), Békes Gáspár (?–1573), Békes László (1558), Béldi Kelemen (1625?–1627), Béldi Pál (1662?–1678), Johann Benkner (1556), Johann Benkner (1613–1618), Bernáld Balázs (1548), Berzeviczy Márton (1574–1575), Bethlen Elek (1680–1690), Bethlen Farkas (1542–1548), Bethlen Farkas (1614–1618), Bethlen Farkas (1664–1679), Bethlen Ferenc (1648–1654), Bethlen Gábor (1609–1612), keresdi Bethlen Gergely (1558–?), iktári Bethlen Gergely (1561–1567), bethleni Bethlen Gergely (1678–1690), Bethlen György (1559–?, Bethlen István (?–1629), Bethlen János (1658–1678), Bethlen Miklós (1689–1690), Giorgio Biandrata (?–?), Bocskai György (1569), Bocskai István (1581?–1604), Bodoni István (1599–1601), Bogáthi Menyhért, Bogáthi Miklós (1603), Bornemisza Boldizsár (1599–1608), Bornemisza Farkas (1560-as évek), Bornemisza János (1624–1629), Csáky Dénes (1581–?), Csáky István (1600–1602), Csáky István (1630), Csáky Mihály (1548–1551, 1556–1571), Cserényi Farkas (1614–1630), Cserepovics Miklós (1556–1558), Csomortáni Tamás (1601), Dengeleghi Mihály (1610), Ebeni István (1659–1666), Erdélyi István (1616–1642), Farkas Miklós (1556), Andreas Fleischer (1663?–1676), Forgách Ferenc (1570–1575), Forró Miklós (1556–1564), Valentin Frank von Frankenstein (1686–1690), Fráter György (1540–1551), Fráter István (1621), Johann Fuchs (1542), Gálffy János (1578–1593), Gerendi Antal (1548), Ghyczy János (1585?–1589), György segesvári polgármester (1548), Kolomann Franz Gotzmeister (1615–1633), Gyerőffy György (1613–1618/19?), Gyerőffy Mihály (1556–1560), Gyulaffy László (1570–1579), Gyulaffi Sámuel (1605), Gyulay Ferenc (1687–1690), Gyulay Mihály (1560–1560-as évek), Gyulay Pál (?–1592), Hagymási Kristóf (1556–1578), Haller Gábor (1605–1607), Haller Gábor (1653–1663), Haller István (1629–1657), Haller János (1660?, 1664–1690), Haller Pál (1669–1685), Haller Péter (1556), Harinai Farkas Farkas (Harinnay Farkas) (kb. 1567–1570) Johann Haupt (1685?–1686), Hegyessy Mihály (1542), Michael Hermann (1658–1660), Albert Huet (16. század vége), Georg Huet (1542), Huszár Mátyás (1649–1652), Iffju János (1576–1594), Imreffi János (1605–1606, 1608–1612), Jakcsi György (1556), Jósika István (?), Kákoni István (1610–?), Kamuthy Balázs (1613–1624), Kamuthy Farkas (1610–1626), Kapy András (1622–1634), Kapy György (1659–1661), Kassai István (1613–1644), Kékedi Zsigmond (1636–1638), Kemény Boldizsár (1613–1629) Kemény János (1556–1558), Kemény János (1649–1660), Kendy Antal (1542–1551, 1556–1558), Kendy Ferenc (1542–1548, 1556–1558), Kendy Ferenc (1575–1594), Kendy István (1605–1610, 1614), Kendy Sándor (1573–1594), Keressy Ferenc (1546), Keresztessi Ferenc (1659–1669), Keresztessi Pál (1612–1633), Keresztúri Kristóf (15951599), Kis Péter / Kis Ambrus (1551), Kornis Boldizsár (1607–1610), Kornis Ferenc (1658), Kornis Gáspár (1595–1601), Kornis Miklós (1548, 1556), Kornis Zsigmond (1629–1648), Kovacsóczy Farkas (1581–1594), Kovacsóczy István (1622?–1634), Kún Lázár (1548), Lázár György (1658–1660), Johann Lutsch (1659–1659), Macskási Boldizsár (1686–1690), Makó György (1603), Mikes Kelemen (1678–1686), Mikes Mihály (1658–1660), Mikola Ferenc (1566–1568), Mikola János (1615–1626), Mikola László (1542–?), Mikola Zsigmond (1678–1679), Mikó Ferenc (1622–1635), Mindszenti Benedek (1598–1601), Nagy András (1610–1612), Nagy Tamás (1668–1670-es évek közepe?), Naláczi István (1677–1690), Naprágyi Demeter (1598–1600), Nemes János (1678–1688), Némethy Gergely (1610–1612), Stanisław Nieżowski (1565?–1573?), Nyári Benedek (1648), Ombozy Miklós (1560), Palóczi Boldizsár (1556), Perényi Ferenc (1556), Perényi Gábor (1556–1558), Pestessy László (1542), Petki István (1653–1667), Petki János (1605–1612), Petneházy István (1610–?), Petrityevith Horváth Kozma (1588), Petrovics Péter (1540–1550, 1556–1557), Péchi Simon (1614–1621), Prépostvári Zsigmond (1610–1612), Ravazdy György (1596–1599), Rácz György (1610), Rákóczi Zsigmond (1605–1607), Rhédei Ferenc (1603–1608), Rhédei Ferenc (1647–1657), Rhédei Ferenc (1670–1683), Rhédei László (1659–1662), Sarmasági Zsigmond (1613–1616), Sennyei Miklós (1609–1610), Sennyei Pongrác (1593–1601, 1607–1610), Valentin Seraphin (1634–1639?), Serédi István (1647–1657), Sombori László (1581–1590), Statileo János (1541–1542), Sulyok István (1649–1656), Christian Szabó (1687–1690), Szalánczi István (1636–1647), Szalánczi János (1556–1563), Székely László (1680–1690), Székely Mózes (1600–1601), Szentpáli János (1603), Szilvási Boldizsár (1607–1610), Vincent Szőcs (1548), Teleki Mihály (1670–1690), Thabiassy János (1542), Tholdalagi Mihály (1635–1642), Tholdi István (1599–1603), Thoroczkay László (1603), Thyroskai Ferenc (1542), Tompa István (1573–1578?), Török János (1556), Trauzner Lukács (1603, 1607–1608), Ugron András (1661–1663), Valkay Miklós (?–1562), Varkocs György (1608–1610), Vas György (1593–1594), Wesselényi István (1610–1614), Matthias Zemriger (1678–1680), Zólyomi Miklós (1658–1667). Név nélkül, csak tisztségével említve szerepelt a nagyszebeni királybíró (1548, 1605), illetve a gyulafehérvári káptalan egy tagja (1542). |